# Kvalifikace na Mistrovství světa ve fotbale 1986 (CONCACAF)
Kvalifikace na Mistrovství světa ve fotbale 1986 zóny CONCACAF určila jednoho postupujícího na Mistrovství světa ve fotbale 1986.
Kvalifikace zóny CONCACAF se hrála v rámci Mistrovství ve fotbale zemí CONCACAF 1985. Všichni účastníci kromě jednoho přímo nasazeného se nejprve utkali systémem doma a venku o postup na závěrečný turnaj. V rámci něho bylo 9 týmů rozlosováno do 3 skupin po 3 týmech, které se utkaly dvoukolově každý s každým doma a venku. Vítězové skupin následně postoupili do finálové fáze, kde se celky utkaly znovu dvoukolově doma a venku. Vítěz finálové fáze postoupil na MS.

## První fáze
| Datum                           | Domácí    | Výsledek | Hosté     |
| ------------------------------- | --------- | -------- | --------- |
| 29. července 1984, San Salvador | Salvador  | 5 – 0    | Portoriko |
| 5. srpna 1984, San Juan         | Portoriko | 0 – 3    | Salvador  |

Salvador postoupil do druhé fáze díky celkovému vítězství 8-0.
| Datum                     | Domácí            | Výsledek | Hosté             |
| ------------------------- | ----------------- | -------- | ----------------- |
| 29. září 1984, Willemstad | Nizozemské Antily | 0 – 0    | USA               |
| 6. října 1984, St. Louis  | USA               | 4 – 0    | Nizozemské Antily |

USA postoupilo do druhé fáze díky celkovému vítězství 4-0.
| Datum                        | Domácí   | Výsledek | Hosté    |
| ---------------------------- | -------- | -------- | -------- |
| 15. června 1984, Colón       | Panama   | 0 – 3    | Honduras |
| 24. června 1984, Tegucigalpa | Honduras | 1 – 0    | Panama   |

Honduras postoupil do druhé fáze díky celkovému vítězství 4-0.
| Datum                         | Domácí            | Výsledek | Hosté             |
| ----------------------------- | ----------------- | -------- | ----------------- |
| 4. srpna 1984, Port au Prince | Antigua a Barbuda | 0 – 4*   | Haiti             |
| 7. srpna 1984, Port au Prince | Haiti             | 1 – 2    | Antigua a Barbuda |

(*)Hráno v Haiti místo na Antigui a Barbudě.
Haiti postoupilo do druhé fáze díky celkovému vítězství 5-2.
| Datum                      | Domácí  | Výsledek | Hosté   |
| -------------------------- | ------- | -------- | ------- |
| 15. srpna 1984, Paramaribo | Surinam | 1 – 0    | Guyana  |
| 29. srpna 1984, Georgetown | Guyana  | 1 – 1    | Surinam |

Surinam postoupil do druhé fáze díky celkovému vítězství 2-1.
- Jamajka se vzdala účasti.  Kanada postoupila do druhé fáze bez boje.
- Barbados se vzdal účasti.  Kostarika postoupila do druhé fáze bez boje.
- Grenada se vzdala účasti.  Trinidad a Tobago postoupil do druhé fáze bez boje.

## Druhá fáze

### Skupina 1
| Poř. | Tým      | B | Z | V | R | P | VG | IG | +/- |
| ---- | -------- | - | - | - | - | - | -- | -- | --- |
| 1    | Honduras | 6 | 4 | 2 | 2 | 0 | 5  | 3  | 2   |
| 2    | Salvador | 5 | 4 | 2 | 1 | 1 | 7  | 2  | 5   |
| 3    | Surinam  | 1 | 4 | 0 | 1 | 3 | 2  | 9  | -7  |

| Datum                         | Domácí   | Výsledek | Hosté    |
| ----------------------------- | -------- | -------- | -------- |
| 24. února 1985, San Salvador  | Surinam  | 0 – 3    | Salvador |
| 27. února 1985, San Salvador  | Salvador | 3 – 0    | Surinam  |
| 3. března 1985, Tegucigalpa   | Surinam  | 1 – 1    | Honduras |
| 6. března 1985, Tegucigalpa   | Honduras | 2 – 1    | Surinam  |
| 10. března 1985, San Salvador | Salvador | 1 – 2    | Honduras |
| 14. března 1985, Tegucigalpa  | Honduras | 0 – 0    | Salvador |

Surinam hrál všechny své „domácí“ zápasy venku.
Honduras postoupil do třetí fáze.

### Skupina 2
| Poř. | Tým       | B | Z | V | R | P | VG | IG | +/- |
| ---- | --------- | - | - | - | - | - | -- | -- | --- |
| 1    | Kanada    | 7 | 4 | 3 | 1 | 0 | 7  | 2  | 5   |
| 2    | Guatemala | 5 | 4 | 2 | 1 | 1 | 7  | 3  | 4   |
| 3    | Haiti     | 0 | 4 | 0 | 0 | 4 | 0  | 9  | -9  |

| Datum                           | Domácí    | Výsledek | Hosté     |
| ------------------------------- | --------- | -------- | --------- |
| 13. dubna 1985, Victoria        | Kanada    | 2 – 0    | Haiti     |
| 20. dubna 1985, Victoria        | Kanada    | 2 – 1    | Guatemala |
| 26. dubna 1985, Port au Prince  | Haiti     | 0 – 1    | Guatemala |
| 5. května 1985, Guatemala City  | Guatemala | 1 – 1    | Kanada    |
| 8. května 1985, Port au Prince  | Haiti     | 0 – 2    | Kanada    |
| 15. května 1985, Guatemala City | Guatemala | 4 – 0    | Haiti     |

Kanada postoupila do třetí fáze.

### Skupina 3
| Poř. | Tým               | B | Z | V | R | P | VG | IG | +/- |
| ---- | ----------------- | - | - | - | - | - | -- | -- | --- |
| 1    | Kostarika         | 6 | 4 | 2 | 2 | 0 | 6  | 2  | 4   |
| 2    | USA               | 5 | 4 | 2 | 1 | 1 | 4  | 3  | 1   |
| 3    | Trinidad a Tobago | 1 | 4 | 0 | 1 | 3 | 2  | 7  | -5  |

| Datum                      | Domácí            | Výsledek | Hosté             |
| -------------------------- | ----------------- | -------- | ----------------- |
| 24. dubna 1985, San José   | Trinidad a Tobago | 0 – 3    | Kostarika         |
| 28. dubna 1985, San José   | Kostarika         | 1 – 1    | Trinidad a Tobago |
| 15. května 1985, St. Louis | USA               | 2 – 1    | Trinidad a Tobago |
| 19. května 1985, Torrance  | Trinidad a Tobago | 0 – 1    | USA               |
| 26. května 1985, Alajuela  | Kostarika         | 1 – 1    | USA               |
| 31. května 1985, Torrance  | USA               | 0 – 1    | Kostarika         |

Trinidad a Tobago hrál všechny své „domácí“ zápasy venku.
Kostarika postoupila do třetí fáze.

## Třetí fáze
| Poř. | Tým       | B | Z | V | R | P | VG | IG | +/- |
| ---- | --------- | - | - | - | - | - | -- | -- | --- |
| 1    | Kanada    | 6 | 4 | 2 | 2 | 0 | 4  | 2  | 2   |
| 2    | Honduras  | 3 | 4 | 1 | 1 | 2 | 6  | 6  | 0   |
| 3    | Kostarika | 3 | 4 | 0 | 3 | 1 | 4  | 6  | -2  |

| Datum                       | Domácí    | Výsledek | Hosté     |
| --------------------------- | --------- | -------- | --------- |
| 11. srpna 1985, San José    | Kostarika | 2 – 2    | Honduras  |
| 17. srpna 1985, Toronto     | Kanada    | 1 – 1    | Kostarika |
| 25. srpna 1985, Tegucigalpa | Honduras  | 0 – 1    | Kanada    |
| 1. září 1985, San José      | Kostarika | 0 – 0    | Kanada    |
| 8. září 1985, Tegucigalpa   | Honduras  | 3 – 1    | Kostarika |
| 14. září 1985, St. John’s   | Kanada    | 2 – 1    | Honduras  |

Kanada postoupila na Mistrovství světa ve fotbale 1986.